# Maximilien Evrard
Maximilien Evrard, ingénieur et directeur des Mines de la Chazotte à Sorbiers puis à La Talaudière près de Saint-Étienne, est l'inventeur des lavoirs a charbon mécaniques. Il est maire de Sorbiers à plusieurs reprises, juge de paix et conseiller général de Saint-Héand.

## Biographie
Né le 12 juin 1821, à Maroilles, il est le fils d’Auguste Désiré Evrard, notaire à Maroilles et d’Émilie Josèphe Meunier fille d’un riche propriétaire et négociant d’Avesnes-sur-Helpe.

### Débuts
Un arrangement de famille le fait venir à Saint-Étienne, où Il rentre à l’École des Mines à 17 ans. À 20 ans, en 1840, il obtient son diplôme d’ingénieur. Il commence sa carrière aux mines du Treuil  et de la petite Ricamarie jusqu’en 1843. Puis, de 1843 à 1845, il est ingénieur-directeur de la mine des Moquets (Saône-et-Loire). 
De 1845 à 1848, il revient à Saint-Étienne comme ingénieur divisionnaire de la Compagnie des Mines de la Loire. Le 12 février 1846, il dépose un brevet de compteur perpétuel adaptable sur toute mécanique. De 1848 à 1852, il est ingénieur directeur des mines de Mouzaïa, en Algérie. 

### Les Mines de la Chazotte
En 1852, il prend la direction des mines de la Chazotte, à la suite de son beau-frère Jules Wéry. Il y a alors, 60 ouvriers. Quand il en quitte la direction, on en compte 1600. En 1855, les concessions de la Chazotte produisent 96 000 tonnes et en 1868, 336 000, soit 9, 96% de la production du bassin houiller de la Loire. Au total, La Chazotte a exploité 76 puits et fendues sur les communes de La Talaudière et de Sorbiers.
À partir de 1852, les Mines de la Chazotte dirigées par Maximilien Evrard absorbent les compagnies voisines de Sorbiers, du Moncel, de la Calaminière, de Saint-Jean-Bonnefonds et de Beauclas.
Le charbon de ces mines est médiocre, comparé à celui du reste du Bassin houiller réputé pour la qualité de ses houilles. Maximilien Evrard est le premier à créer un système de lavage de charbon entièrement mécanique ainsi qu’un nouveau système d’aggloméré. Ces agglomérés deviennent indispensables aux  industries ferroviaire et rapidement le système est utilisé à l’international, notamment par les PLM.
Grâce à lui la Chazotte devient le lieu de mise au point et de validation pratique de nombreux équipements de valorisation de la houille. Elle devient une exploitation à part, pionnière, qui aiguise la curiosité de ses contemporains. Evrard en fait un site “où accourent les élèves des écoles des Mines de Paris comme de Saint-Étienne, toujours à la recherche du changement technique. Ils y trouvent un autre intérêt, celui de pouvoir comparer les dispositifs décrits dans les grandes revues techniques avec ceux effectivement construits car ils découvrent qu’en l’espace de quelques années, les modifications peuvent être spectaculaires”. Maximilien Evrard dépose plusieurs brevets. Son système est utilisé ailleurs en France, en Belgique et en Autriche. En 1883, il intente un procès contre Monsieur Marsault à qui, sur sa demande, il avait communiqué une note sur son invention. Ce dernier reprit l’invention à son compte. Maximilien gagne le premier procès mais est ensuite, au bout de 5 ans, débouté en appel. Le lavoir prend alors le nom de Marsault, qui avait inventé des lampes de sécurité. Celles-ci sont alors supprimées de toutes les houillères de la Chazotte.
Malgré tout, c’est bien Maximilien Evrard qui est considéré comme l’inventeur des lavoirs de charbon mécaniques.
Le 12 août 1859, il fait visiter les mines de la Chazotte au Prince Napoléon.
Fin 1871, il laisse la direction à son neveu, Eton Wéry.
En 1873, il invente un nouveau laveur-classificateur et en 1888, une nouvelle disposition de lavoir à palettes.

### Expositions universelles et internationales
Il obtient le premier prix à l’exposition universelle de 1855, une médaille de bronze en 1857, une médaille d’or pour les machines en 1857. À l’exposition universelle de 1867, une médaille d’argent comme collaborateur et à celle de 1878, une médaille d’or comme exposant. C’est cette invention qui lui vaut sa légion d’honneur, qui lui avait été refusée jusqu’alors parce qu’il était républicain. Il obtient également une médaille d’or à l’exposition industrielle de Saint-Étienne de 1891, ainsi que des diplômes commémoratifs des expositions universelles de 1889 et de 1900.
En 1866, tous les puits de La Chazotte sont inondés par les eaux de la Concession du Montcel. Le travail est interrompu pendant 143 jours. Avec, en outre,  la crise de l’industrie minière, les Mines de la Chazotte  passent en déficit. En novembre 1871, une explosion a lieu dans un puits.

### Décès
En janvier 1905, en rentrant de Saint-Étienne, Maximilien Evrard prend froid et contracte une congestion pulmonaire dont il meurt le 13. Un wagon spécial transporte son cercueil jusqu’à son village de Saint-Hilaire-sur-Helpe, où il avait acquis une concession perpétuelle et où sa femme était déjà enterrée.

## Rôle dans la politique locale
Pendant la guerre de 1870, Maximilien Evrard est membre de la Commission d’Armement. En février 1871, la Ville de Saint-Etienne lui offre la candidature à l´assemblée Nationale mais il décline l’offre. Il est élu, pour le parti des Républicains, conseiller général du canton de Saint-Héand en 1867, puis maire de la commune de Sorbiers de 1870 à 71, puis de 1880 à 1891, et en 1896. Il est juge de paix du canton de Saint-Héand à partir de 1870, Président de l’Amicale des anciens élèves des mines de Saint-Étienne et Président d’Honneur de la Société de l’Industrie minérale et Président de la section industrielle de la Société d’Agriculture, Industrie, Sciences, Arts et Belles-Lettres du département de la Loire.
Il crée l’Harmonie des ouvriers, le 1er août 1863. Chaque semaine, celle-ci donne un concert sur le site de la Chazotte. Comme ses lavoirs nécessitaient beaucoup d’eau, Maximilien  avait fait construire des bassins et l’un d’entre avait une petite île et c’est là que se tenait l’Harmonie.

## Découverte des eaux de Montrond-les-bains
C’est sous sa direction et celle de Francis Laur que, le 23 septembre 1881, lors d’un forage pour trouver du charbon à Montrond et alors que le forage atteignait 475 mètres, de l’eau se met brusquement a jaillir à 7 mètres de hauteur. Les qualités minérales de l’eau de la source sont rapidement reconnues, scellant ainsi le destin de la station hydrominérale de Montrond qui deviendra Montrond-les-Bains en 1938.

## Création de la ville de La Talaudière
Le 29 février 1872, à la demande de Maximilien Evrard, le président de la République signe le décret de création de la commune de la Talaudière. La commune comptait 1600 habitants soit le nombre d’employés des Mines de La Chazotte. Vingt ans auparavant, en 1852, quand Maximilien était revenu d’Algérie, la Talaudière était un hameau de moins de 100 habitants.

## Articles
- Notice sur l’usine d’agglomération de La Chazotte (Loire), Bulletin de la Société de l’industrie minérale, 1re série, t. IV, 1859, p.261

## Sources
- Maximilien Evrard, notes et souvenir par J. Biron, 1905. Lire en ligne.
- Armand Voisin, Mémoire sur l’exploitation, le lavage et l’agglomération de la houille à la mine de La Chazotte, près Saint-Étienne, ENMSP, 1863
- L-J Gras, Histoire économique générale des Mines de la Loire, Tome II, p.770, Saint-Étienne, 1922
- Jean-Philippe Passaqui, Agglomérés, agglomérer : valoriser les charbons non marchands en Europe au XIXe siècle ,  in E-phaïstos, 2019. Lire en ligne.